# Хиљов
Хиљов (слч. Hýľov) насељено је мјесто са административним статусом сеоске општине (слч. obec) у округу Кошице-околина, у Кошичком крају, Словачка Република.

## Становништво
| Година:    | 1994. | 2004.   | 2014.    | 2024.    |
| ---------- | ----- | ------- | -------- | -------- |
| Број људи: | 417   | 434     | 503      | 558      |
| Разлика:   |       | +4,07 % | +15,89 % | +10,93 % |

| Година:    | 2023. | 2024.   |
| ---------- | ----- | ------- |
| Број људи: | 556   | 558     |
| Разлика:   |       | +0,35 % |

Према подацима о броју становника из 2011. године насеље је имало 485 становника.